# 1092

## Починали
- 14 октомври – Низам ал-Мулк, ирански държавник